# Irina Privalova
Pour les articles homonymes, voir Privalova.
Irina Anatolyevna Privalova (en russe : Ирина Анатольевна Привалова), née Sergeyeva le 22 novembre 1968 à Malakhovka dans la banlieue de Moscou en RSFS de Russie, est une athlète russe, spécialiste du sprint.
En février 2021, elle devient Présidente de la Fédération russe d'athlétisme.

## Biographie

### Carrière sportive

#### Des débuts prometteurs
D'abord patineuse de vitesse, elle commence sa carrière en athlétisme sous le maillot de l'URSS à la fin des années 80 en remportant le titre national sur 100 mètres en 1989 et en 1990.
En 1990, elle participe aux Goodwill Games, se classant 6e sur 100 mètres et remportant la médaille d'argent sur 4 × 100 mètres avec l'équipe soviétique.
En 1991, elle se révèle au grand public en battant en finale du 60 mètres des championnats du monde en salle à Séville, la grande favorite, Merlene Ottey. Elle descend l'été venu sous la barre des onze secondes sur 100 mètres, se classe 4e des Mondiaux de Tokyo en 1991 à la fois sur 100 mètres et 200 mètres et remporte l'argent sur le relais 4 × 100 mètres avec l'équipe soviétique.

#### Les Jeux olympiques de 1992
L'année suivante, lors des Jeux olympiques de Barcelone, l'Union des républiques socialistes soviétiques n'existe plus.
Irina Privalova court alors pour la CEI, sous le maillot de l'équipe unifiée.
Sur 100 mètres, elle remporte la médaille de bronze au terme d'une finale particulièrement serrée où 5 jeunes femmes se départagent en 6 centièmes, le titre revenant à l'Américaine Gail Devers.
4e sur 200 mètres, elle remporte une nouvelle fois l'argent avec le relais 4 × 100 mètres derrière l'équipe américaine.

#### 1993, la montée en puissance
L'hiver suivant, elle surclasse ses concurrentes aux Mondiaux en salle de 1993, en s'imposant sur 200 mètres et en battant le record du monde en salle du 60 mètres (toujours d'actualité) en 6 s 92.
Mais l'été venu, Privalova subit de nouveau la loi des sprinteuses jamaïcaines et américaines aux Mondiaux de Stuttgart.
Finissant au pied du podium sur 100 mètres (derrière Gail Devers, Merlene Ottey et Gwen Torrence), elle prend finalement la médaille de bronze sur 200 mètres (22 s 13), soit sa première médaille individuelle aux championnats du monde.
Elle remporte son premier titre mondial sur 4 × 100 mètres (41 s 49) en terminant le relais de l'équipe russe composé également de Olga Bogoslovskaya, Galina Malchugina et Natalya Voronova, et ajoute une médaille d'argent sur le relais 4 × 400 m, derrière les États-Unis.

#### 1994, année faste
L'année 1994 sera celle de la consécration : elle bat le record d'Europe du 100 mètres de Marlies Göhr (10 s 81) avec un temps de 10 s 77. Elle améliore également son record personnel sur 200 mètres en 21 s 87.
Lors des Goodwill Games, se déroulant à Saint-Pétersbourg, Irina Privalova remporte deux médailles d'argent, sur 100 mètres et 200 mètres, devancée à chaque fois par Gwen Torrence.
Aux championnats d'Europe d'Helsinki, elle réalise le doublé sur 100 et 200 mètres, devançant à chaque fois l'Ukrainienne Zhanna Pintusevich. Irina Privalova remporte aussi la médaille d'argent sur 4 × 100 mètres avec le relais russe, derrière l'Allemagne.
En septembre, elle participe à la Coupe du monde des nations d'athlétisme sous les couleurs de la Russie. À cette occasion, Irina Privalova remporte le 100 mètres et le 400 mètres, et termine deuxième du 200 mètres.
Ces performances lui vaudront l'attribution du Trophée de l'athlète européenne de l'année, décerné par l'IAAF.

#### 1995, les débuts de la polyvalence
Très polyvalente, Irina Privalova avait déjà réalisé un temps de 49 s 89 sur 400 mètres en plein air en 1993.
Lors de l'hiver 1995, elle poursuit l'expérience sur 400 mètres, et remporte le titre mondial en salle à Barcelone avec un temps de 50 s 23, qui constitue la quatrième meilleure performance de tous les temps. Elle devient ainsi la seule athlète à avoir gagné une médaille d'or en salle sur trois distances différentes, à savoir 60, 200 et 400 mètres.
Elle échoue néanmoins dans sa quête d'un titre mondial en plein air aux championnats du monde de Göteborg, en finissant 3e sur 100 mètres, battue par Gwen Torrence et Merlene Ottey et 2e sur 200 mètres, une nouvelle fois devancée par la Jamaïcaine.
Des problèmes physiques et des blessures perturbent sa préparation pendant deux années, en 1996 et 1997.

#### Les championnats d'Europe de 1998
Elle revient au-devant de la scène en 1998, en grande forme.
Déterminée à conserver ses titres européens aux championnats d'Europe de Budapest, elle réalise un incroyable départ en finale du 100 mètres pour finalement se faire battre et déposséder de son record d'Europe par la Française Christine Arron, qui l'emporte en 10 s 73. La Russe quant à elle, réalise un temps de 10 s 83.
Sur 200 mètres, elle conserve néanmoins son titre devant l'Ukrainienne Zhanna Pintusevich-Block.
Lors de la finale du 4 × 100 m, elle prend le dernier relais largement en tête, avec plus de 5 mètres d'avance sur Christine Arron, mais ne peut résister au finish de la Française, et ne prend que la 3e place.
Blessée en 1999, elle renonce à participer au 1/4 de finale du 100 mètres lors des Mondiaux de Séville, alors qu'elle avait pourtant passé facilement le premier tour.

#### Les Jeux olympiques de 2000
Voyant la domination sans partage du sprint par l'Américaine Marion Jones et souhaitant ménager son physique, Irina Privalova se tourne vers le 400 mètres haies en vue des Jeux olympiques de Sydney.
Elle arrive aux Jeux olympiques avec simplement cinq 400 mètres haies dans les jambes, dont une victoire au meeting Herculis de Monaco (54 s 06).
À Sydney, elle réalise alors l'improbable en remportant l'or olympique devant la tenante du titre Deon Hemmings et les championnes du monde Nezha Bidouane (1997) et Daimí Pernía (1999). Elle réalise à cette occasion un temps de 53 s 02,.
Elle ajoute à son palmarès une derrière médaille, en bronze, avec le relais 4 × 400 m russe. Privalova prend le dernier relais, et réalise un tour en 49 s 6. L'équipe russe pourrait toutefois obtenir la médaille d'argent, à la suite de la disqualification du relais américain victorieux, du fait des aveux de dopage de Marion Jones. Le CIO n'a pour le moment pas encore donné sa décision sur une éventuelle redistribution des médailles.

#### Fin de carrière et retraite
Pour ménager son physique et prolonger sa carrière, elle prévoit alors de se tourner vers le 800 mètres. Mais de nouveaux problèmes physiques la contraignent à tirer un trait sur la saison 2001 et différer son éventuel retour à la compétition.
En 2003, elle s'essaye sur 800 mètres, et réalise un temps de 2 min 09 s 40.
Espérant participer aux Jeux olympiques de Pékin en 2008, elle se prépare à nouveau sur 100 et 200 mètres, mais échoue à se qualifier lors des championnats de Russie : elle est éliminée en demi-finale sur 100 mètres, et termine 7e sur 200 mètres.
À presque 40 ans, elle réalisera tout de même un temps de 11 s 32 sur 100 mètres et de 23 s 25 sur 200 mètres.

### Après carrière
En 2017, elle entre à l'Université d'Etat russe de l'éducation physique, du sport, de la jeunesse et du tourisme à Moscou où elle est à la fois élève et professeur.
En décembre 2017, elle donne son avis par rapport à la suspension de la Russie aux Jeux olympiques (d'été 2016 à Rio et d'hiver 2018 à Pyeongchang) en comparant cette situation à celle qu'elle a vécu aux Jeux olympiques de 1992 lorsqu'elle courait sous bannière neutre.
Le 14 février 2021, Privalova alors Vice-Présidente, succède à Piotr Ivanov, qui assurait la présidence par intérim de la Fédération russe d'athlétisme et qui est contraint de démissionner de son poste, à la suite des règles édictées par l'Agence mondiale antidopage (AMA), à l'encontre de la Russie, après les affaires de dopage généralisées à l'ensemble du pays.

## Vie privée
Au début de sa carrière, Irina Privalova s'est mariée et a eu un enfant, Aleksey, né en 1988, avant de divorcer.
Elle s'est par la suite mariée avec son entraîneur, Vladimir Parashchuk, ancien sprinteur dans les années 70, avec qui elle a eu deux filles,, Mary (née en 2002) et Ekaterina (née en 2006). Vladimir est décédé en 2017.
Aleksey détient un diplôme en économie et fait de la lutte gréco-romaine. Sa première fille, Mariya (née le 25 décembre 2001), fait du triple saut et remporte la médaille de bronze aux Jeux olympiques de la jeunesse de 2018, tandis que la seconde, Ekaterina, est dans une école de chorégraphie.

## Palmarès
| Date                                        | Compétition                    | Lieu                 | Résultat             | Épreuve              | Temps                |
| Représentant l' URSS                        | Représentant l' URSS           | Représentant l' URSS | Représentant l' URSS | Représentant l' URSS | Représentant l' URSS |
| ------------------------------------------- | ------------------------------ | -------------------- | -------------------- | -------------------- | -------------------- |
| 1989                                        | Coupe d'Europe des nations     | Rome                 | 3e                   | 100 m                | 11 s 26              |
| 1990                                        | Goodwill Games                 | Seattle              | 6e                   | 100 m                | 11 s 25              |
| 1990                                        | Goodwill Games                 | Seattle              | 2e                   | 4 × 100 m            | 42 s 67              |
| 1990                                        | Championnats d'Europe          | Split                | 6e                   | 100 m                | 11 s 40              |
| 1991                                        | Championnats du monde en salle | Séville              | 1re                  | 60 m                 | 7 s 02               |
| 1991                                        | Championnats du monde en salle | Séville              | 2e                   | 200 m                | 22 s 41              |
| 1991                                        | Coupe d'Europe des nations     | Francfort            | 1re                  | 100 m                | 11 s 29              |
| 1991                                        | Coupe d'Europe des nations     | Francfort            | 1re                  | 200 m                | 22 s 48              |
| 1991                                        | Coupe d'Europe des nations     | Francfort            | 1re                  | 4 x 100 m            | 42 s 51              |
| 1991                                        | Championnats du monde          | Tokyo                | 4e                   | 100 m                | 11 s 16              |
| 1991                                        | Championnats du monde          | Tokyo                | 4e                   | 200 m                | 22 s 28              |
| 1991                                        | Championnats du monde          | Tokyo                | 2e                   | 4 × 100 m            | 42 s 20              |
| Représentant l' Équipe unifiée de l’ex-URSS |                                |                      |                      |                      |                      |
| 1992                                        | Jeux olympiques                | Barcelone            | 3e                   | 100 m                | 10 s 84              |
| 1992                                        | Jeux olympiques                | Barcelone            | 4e                   | 200 m                | 22 s 19              |
| 1992                                        | Jeux olympiques                | Barcelone            | 2e                   | 4 × 100 m            | 42 s 16              |
| 1992                                        | Finale du Grand Prix IAAF      | Turin                | 2e                   | 200 m                | 22 s 06              |
| Représentant la Russie                      |                                |                      |                      |                      |                      |
| 1993                                        | Championnats du monde en salle | Toronto              | 2e                   | 60 m                 | 6 s 97               |
| 1993                                        | Championnats du monde en salle | Toronto              | 1re                  | 200 m                | 22 s 15              |
| 1993                                        | Coupe d'Europe des nations     | Rome                 | 1re                  | 100 m                | 11 s 08              |
| 1993                                        | Coupe d'Europe des nations     | Rome                 | 1re                  | 200 m                | 22 s 30              |
| 1993                                        | Coupe d'Europe des nations     | Rome                 | 1re                  | 4 x 100 m            | 42 s 79              |
| 1993                                        | Championnats du monde          | Stuttgart            | 4e                   | 100 m                | 10 s 96              |
| 1993                                        | Championnats du monde          | Stuttgart            | 3e                   | 200 m                | 22 s 13              |
| 1993                                        | Championnats du monde          | Stuttgart            | 1re                  | 4 × 100 m            | 41 s 49              |
| 1993                                        | Championnats du monde          | Stuttgart            | 2e                   | 4 × 400 m            | 3 min 18 s 38        |
| 1993                                        | Finale du Grand Prix IAAF      | Londres              | 2e                   | 100 m                | 11 s 09              |
| 1994                                        | Goodwill Games                 | Saint-Pétersbourg    | 2e                   | 100 m                | 10 s 98              |
| 1994                                        | Goodwill Games                 | Saint-Pétersbourg    | 2e                   | 200 m                | 22 s 23              |
| 1994                                        | Championnats d'Europe          | Helsinki             | 1re                  | 100 m                | 11 s 02              |
| 1994                                        | Championnats d'Europe          | Helsinki             | 1re                  | 200 m                | 22 s 32              |
| 1994                                        | Championnats d'Europe          | Helsinki             | 2e                   | 4 × 100 m            | 42 s 96              |
| 1994                                        | Finale du Grand Prix IAAF      | Paris                | 3e                   | 100 m                | 11 s 02              |
| 1994                                        | Coupe du monde des nations     | Londres              | 1re                  | 100 m                | 11 s 32              |
| 1994                                        | Coupe du monde des nations     | Londres              | 2e                   | 200 m                | 22 s 51              |
| 1994                                        | Coupe du monde des nations     | Londres              | 1re                  | 400 m                | 50 s 62              |
| 1995                                        | Championnats du monde en salle | Barcelone            | 1re                  | 400 m                | 50 s 23              |
| 1995                                        | Championnats du monde          | Göteborg             | 3e                   | 100 m                | 10 s 96              |
| 1995                                        | Championnats du monde          | Göteborg             | 2e                   | 200 m                | 22 s 12              |
| 1996                                        | Jeux olympiques                | Atlanta              | 4e                   | 4 × 100 m            | 42 s 27              |
| 1997                                        | Championnats du monde en salle | Paris                | 6e                   | 60 m                 | 7 s 88               |
| 1998                                        | Coupe d'Europe des nations     | Saint-Petersbourg    | 1re                  | 100 m                | 11 s 04              |
| 1998                                        | Coupe d'Europe des nations     | Saint-Petersbourg    | 1re                  | 4 x 100 m            | 42 s 49              |
| 1998                                        | Championnats d'Europe          | Budapest             | 2e                   | 100 m                | 10 s 83              |
| 1998                                        | Championnats d'Europe          | Budapest             | 1re                  | 200 m                | 22 s 62              |
| 1998                                        | Championnats d'Europe          | Budapest             | 3e                   | 4 × 100 m            | 42 s 73              |
| 1998                                        | Coupe du monde des nations     | Johannesburg         | 5e                   | 100 m                | 11 s 15              |
| 1998                                        | Coupe du monde des nations     | Johannesburg         | 5e                   | 200 m                | 22 s 61              |
| 1998                                        | Coupe du monde des nations     | Johannesburg         | 5e                   | 4 × 100 m            | 43 s 11              |
| 2000                                        | Jeux olympiques                | Sydney               | 1re                  | 400 m haies          | 53 s 02              |
| 2000                                        | Jeux olympiques                | Sydney               | 3e                   | 4 × 400 m            | 3 min 23 s 46        |

### Records
Irina Privalova est l'actuelle détentrice des records du monde du 50 mètres et 60 mètres en salle.
| Épreuve          | Performance   | Lieu      | Date              |
| ---------------- | ------------- | --------- | ----------------- |
| 100 mètres       | 10 s 77       | Lausanne  | 6 juillet 1994    |
| 200 mètres       | 21 s 87       | Monaco    | 25 juillet 1995   |
| 400 mètres       | 49 s 89       | Moscou    | 30 juillet 1993   |
| 800 mètres       | 2 min 09 s 40 | Moscou    | 27 juillet 2003   |
| 100 m haies      | 13 s 56       | Melbourne | 2 mars 2000       |
| 400 m haies      | 53 s 02       | Sydney    | 27 septembre 2000 |
| Saut en hauteur  | 1,72 m        |           |                   |
| Saut en longueur | 6,45 m        | Tallinn   | 23 juin 1984      |

| Épreuve          | Performance  | Lieu      | Date            |
| ---------------- | ------------ | --------- | --------------- |
| 50 mètres        | 5 s 96 (RM)  | Madrid    | 9 février 1995  |
| 60 mètres        | 6 s 92 (RM)  | Madrid    | 11 février 1993 |
| 200 mètres       | 22 s 10 (RE) | Liévin    | 19 février 1995 |
| 400 mètres       | 50 s 23      | Barcelone | 12 mars 1995    |
| 60 mètres haies  | 8 s 16       | Moscou    | 27 janvier 2000 |
| Saut en longueur | 6,48 m       | Berlin    | 23 février 1985 |
| Triple saut      | 13,72 m      | Moscou    | 26 février 1989 |